# Paul Scully-Power
Pour les articles homonymes, voir Scully et Power.
Paul Desmond Scully-Power est un astronaute né le 28 mai 1944.

## Biographie
Australien d'origine, il a acquis la nationalité américaine pour intégrer la NASA.

## Vols réalisés
Le 5 octobre 1984, il est spécialiste de charge utile sur le vol Challenger (STS-41-G).